# Erwin Scharf
Erwin Scharf (né le 9 février 1901 à Vienne, mort le 8 février 1972 à New York) est un chef décorateur autrichien.

## Biographie
Après des études d'architecture, Scharf travaille d'abord dans ce métier. Au moment du cinéma muet, il a ses premiers contacts avec la cinématographie avec Robert Neppach et commence à concevoir des structures cinématographiques à Berlin à partir de 1929. Les premières tâches de Scharf sont la mise en œuvre des conceptions de Neppach. Au début des années 1930, Erwin Scharf conçoit les décorations d'une série de films de divertissement, dont l'adaptation d'opéra par Max Ophüls, La Fiancée vendue, avant de quitter l'Allemagne en raison de la prise du pouvoir par les nazis.
Au cours des cinq années suivantes, le Viennois voyage dans plusieurs pays européens. Scharf créé les scènes de films produits à Vienne, Paris, Londres, Amsterdam et Stockholm. En septembre 1938, il s'installe aux États-Unis, où Anthony Fokker lui commande de concevoir l'intérieur de son yacht. Pendant la Seconde Guerre mondiale, Erwin Scharf conçoit plusieurs films de formation pour l'US Navy, après quoi il travaille dans la production de films industriels. Il est alors à peine actif en tant qu'architecte de cinéma. Erwin Scharf est aussi l'auteur de livres pour enfants The Grasshopper Man.

## Filmographie
- 1929 : Mon copain de papa
- 1929 : Danseuse de corde
- 1929 : Le Monocle vert (de)
- 1930 : Ma fiancée de Chicago
- 1930 : Delikatessen (de)
- 1930 : Ein Tango für Dich
- 1930 : Va banque
- 1930 : Rêve de Vienne (de)
- 1931 : Panique à Chicago
- 1931 : Gloria
- 1931 : Wochenend im Paradies
- 1931 : Gassenhauer
- 1931 : Les Quatre Vagabonds
- 1931 : Jeder fragt nach Erika
- 1932 : So ein Mädel vergißt man nicht
- 1932 : Fräulein - Falsch verbunden
- 1932 : Nous les mères
- 1932 : Loup-garou
- 1932 : Der Stolz der 3. Kompanie
- 1932 : Le Studio amoureux
- 1932 : La Fiancée vendue
- 1933 : Unsichtbare Gegner
- 1933 : Les Requins du pétrole
- 1934 : Rapt
- 1935 : De big van het regiment (nl)
- 1936 : Catherine
- 1937 : The Street Singer
- 1937 : Who's Your Lady Friend?
- 1937 : Häxnatten (sv)
- 1938 : Karriär (sv)
- 1943 : Swing Canteen
- 1950 : Kill or be killed